# La conversa d'Eiros i Charmion
La conversa d'Eiros i Charmion és un conte d'Edgar Allan Poe, una història apocalíptica de ciència-ficció editada per primera volta en la revista Burton's Gentleman's Magazine al 1839.

## Argument
Dues persones, a qui han canviat el nom com a Eiros i Charmion després de la mort, enraonen sobre la forma en què acabà el món. Eiros, que va morir en l'apocalipsi, n'explica les circumstàncies a Charmion, que morí deu anys abans. Es detecta un nou cometa en el sistema solar i mentre s'acosta a la Terra, la gent experimenta successivament alegria, dolor i deliri. La causa n'és la pèrdua de nitrogen de l'atmosfera, que deixa l'oxigen pur, el qual en acabant esclata en flames quan el nucli del cometa hi impacta.